# 陰陽大戰記
《陰陽大戰記》是由富沢義彦原作、海童博行作畫的日本漫畫作品。於集英社漫畫雜誌《V Jump》2003年11月号至2006年2月号期間進行連載。單行本全3卷。故事以吉川八雲為主角，講述他小時候接觸他第一個式神「白虎虎源太」。
電視動畫於2004年9月至2005年9月在東京電視台播出。本作品曾經在2006年於無綫電視翡翠台播映。本作品以易經與五行之說為藍本。以四季為首，分為二十四個節氣，式神分成24種族。每個季分同時有同屬性的式神，掌管四季平衡。但式神要以人類與神操機才可以發揮他們的力量，所以式神以契約來和人類達成共識，以他們的力量來滿足人類們的慾望。
BANDAI公司也把這個故事做成3個商品，兩個遊戲在PS2平台，命名「白虎演舞」和「霸者之印」，一個遊戲在GBA，命名「零式」。

## 故事簡介
由古至現在，鬥神士有三個流派。「天流」負責守護被關閉了的異空間「伏魔殿」，「地流」負責討伐自伏魔殿漏出的妖怪，「神流」則於伏魔殿很深的地方暗中活動，用影子操縱天地。開始了對被留下了的天地的鬥神士的攻擊。但是根據約一千年前，地流突然襲擊天流而令兩個派決裂了。
到了現代，天流大體上喪失著作為流派的機能，天流鬥神士們分散在各處。地流從新總帥彌加土的指揮下從衰退中復興，開始對被分散各地的天流鬥神士進行襲擊。「陰陽大戰」終於開始……
所謂鬥神士，能根據「神操機」使式神降臨，利用「手印」發動式神的必殺。而「手印」的使出方法，亦參考了（後天）八卦橫直兩向──上【坎】、下【離】、右【震】、左【兌】。部份特殊的式神還要用（後天）八卦的斜向——左上【乾】、左下【坤】、右上【艮】、右下【巽】。

## 登場角色

### 人類

#### 天流
守護伏魔殿、以封印妖怪作主要手段的流派。與地流合作已久。
過去曾發生摩訶羅魃一事，因此事為天流內亂，導致組織崩潰。
(陽明)（たちばなリク（ヨウメイ））
聲：福山潤／香港：黃鳳英／台灣：馮美麗
初中一年，12歲。天神中學划艇部所屬的隊員。真實身份是一千年前失蹤的天流宗家‧陽明。
個性悠哉、溫順，但有著意外頑固的一面，召喚出虎源太的時候老是挨罵，後來才漸漸堅強起來，但是一生起氣來就會暴走，曾導致虎源太因此多次大降神，後來因為見到大降神後只知道破壞，疲憊不堪且完全不記得一切的虎源太，下定決心不再使用大降神。
三歲時被爺爺正太郎收養，在一無所知的情形下成人，因地流的青錫之九十九的襲擊而拿起神操機成為鬥神士。
後來三歲以前的記憶開始逐漸復甦，在與佑摩一次戰鬥時因為看到虎源太使用招數的樣子很像當年地流襲擊天流總部的情景，導致拒絕與虎源太的契約而失憶，後來在正臣的協助下前去名落宮，帶回虎源太，並恢復過去一部份的記憶。
在尋回記憶時，意識到虎源太一直在鼓勵他，一直在忍受他，而且如同他所承諾的，直到契約結束為止，都會一直陪伴在他身邊。
因為是天流宗家候補的身分，繼承的力量是當時天流宗家血脈中最強的一個，所以被帶去天流總部，父母因他多次吵架，且幾乎沒有人願意跟他玩耍，正式成為宗家的那一天，因為地流襲擊之故，父親要他戰鬥，母親卻把他送走，因此事留下十分深刻的創傷。
再次遇見八雲時，從八雲口中得知關於神流與伏魔殿的真相。
在虎源太教他百鬼滅衰擊時，因為知道這招是雙刃劍，所以氣到把虎源太關到冷凍庫裡，拜託相馬教他鬥神士的戰鬥方法，後來被虎源太指出他在締結契約時，所許的願望另有其事，被告知沒有不想要利用式神實現願望的鬥神士，而幾乎沒有願望的陸是很異常的。
在遵循爺爺的交代前去京都時，與小薺相遇，後來做夢夢見自己在神木底下的洞玩耍，在裡面找出了只有天流宗家才能使用的月之勾玉。
之後與佑磨發生衝突，在使用百鬼滅衰擊後，因為無力反抗的虎源太快被亂月打敗，脫口說出真正的願望是不想要再一個人，讓虎源太大降神。
擊潰最後的四大天後，才從正臣口中得知當年的真相，襲擊天流的虎形式神不是亂月，而是虎源太，為了保護虎源太交出月之勾玉，被虎源太要求解除契約，但是陸選擇了原諒虎源太。
由於在陸的認知裡，是因為他的緣故導致父母失和與痛苦，所以認為自己的離開對父母而言或許是種解脫，由於目睹大降神的式神們大肆破壞，且知道大降神後的式神是完全沒有記憶的，所以不會怪罪虎源太，他所無法原諒的是利用虎源太那強大的力量為非作歹的人，與利用鬼門造成問題的鬥神士。
與彌迦土對峙時，神操機被破壞後，因為其實力已到頂點，讓神操機變成極限神操機，使虎源太獲得全新的姿態與力量重生。
後與正臣多次對峙，後來在擁有四季樣貌的伏魔殿再次與正臣相遇，才從正臣口中得知，正臣的神操機與戰鬥方式全是陸的雙親給予的，將神操機再次託付給正臣，並告知能與牙千代締結契約的人只有一路相互扶持的正臣。
因為過去的創傷之故被利用陷入陷阱，但是成功脫逃，被宇津保質問時，才說因為虎源太曾說過喜歡另一個只知道破壞的陸，不管哪個陸他都會去接受，而且不管發生什麼事都會一直陪在陸的身邊，陸因此而得救。
在收到爺爺寄來的信後前去信州，在那裡看到石碑，經解讀後才知道雙親其實是深愛著他，並無時無刻的思念著他。
式神。
太刀花正太郎
聲：岸野幸正／香港：黃子敬
是天流的宮司，將被送往現代的陽明收養，並將之改名為陸，把陽明當自己的孫子一樣看待般的養育成人。
經營出租公寓。
會使用鬥神符，但因為沒有力量所以耗盡力氣，後來告知陸真相，為了自懲而出發去旅行。
後來在信州迎接陸，帶著陸去一座懸崖，那裡有一座石碑，經解讀後才得知，陸的雙親十分思念陸，而且是深愛著他的，並非陸所認知的樣子。

聲：坪井智浩／香港：黃啟昌
天流鬥神士，16歲。因為十分窮，所以常常步行到目的地，視這種為特訓，是小陸的好朋友，喜歡小薺。
十分貪吃，多次因為聞到食物味道不管三七二十一的衝過去開動，五十六都阻止不了他。
式神。
小薺
聲：神田朱未／香港：何璐怡 ／台灣：王瑞芹
留守新太白神社的天流鬥神士，10歲，是一個鬥神巫女，起初不信任大神正臣和相馬，並抗拒陸以外的人，與相馬為「冤家」。
確認了陸為天流一直在等待與尋找的宗家後，便搬去陸家的出租公寓，負責照料陸的生活起居。
常跟相馬鬥嘴。
會使用召妖術將妖怪召喚過來一次性的殲滅。
式神。
吉川八雲（よしかわヤクモ）
聲：森田成一／香港：梁偉德
真正的天流的青龍使用者，一直獨自一人對抗實行陰謀的彌加土財團及神流，有自我犧牲以成就大義之勇。
因其實力被稱為天流第一人，個性沉穩冷靜，不過在漫畫版裡是小學五年級生，典型的調皮小鬼。
一次巧合下救下了陸，在陸告知他是使用月之勾玉進入伏魔殿時，便開始在懷疑陸的身分。
使用鬥神符十分了得，得到零式神操機後能自由操縱五個式神。
在解封零式時被要求前去名落宮，意外見到身處名落宮的虎源太，後來再次與陸相見，正式確認陸的真實身分是天流這一千多年來在尋找的天流宗家。
在阻止宇津保的復活失敗後，拖著重傷的身體回到現世，清醒後，不顧阻止的跑去伏魔殿要告知陸重要訊息，後來將口信分別告知相馬與正臣。
在與薄紅對抗時因有身體接觸所以察覺到薄紅是宇津保做出來的式神，並告知正臣如果薄紅是被天流與地流詛咒而封印的話，那也只有天流與地流能解除。
告知正臣一定還有辦法解除薄紅與村人們的詛咒後，希望正臣能協助陸對抗宇津保，將口信與守護世界的信念託付給正臣後，便與式神們結出五行結界支撐。
後來與地流等人一起去解除神流的人封印，將之送回過去後，告知陸，如果他想回到過去尋找親生父母的話，就來找他。
首要式神。
漫畫版的主角，當時式神白虎之虎源太，虎源太的這個名字是在締結契約時取的，可以說八雲是虎源太一手培養出來的鬥神士。
戰鬥技巧是虎源太一手訓練出來的，在最後與太極神對峙時，看到打倒太極神的虎源太好端端地站在他面前本來以為沒事，卻沒想到那是因為虎源太為了能好好與他告別，不願重演孟如的悲傷而硬撐。
跟父親一樣，十分看重式神。
吉川孟如（よしかわモンジュ）
僅在漫畫版登場。
太白神社的宮司，八雲之父。
過去曾與曉締結契約，十年前關西國際機場事件中，因為犧牲了曉才獲勝，因此事大受打擊，且不願再與其他的式神締結契約。
為了阻止師傅摩訶鑼魃接觸太極神，為其封印後想使用黃泉返打入名落宮的深處封印，可惜失敗，最後被詛咒成為石像。
看到八雲讓虎源太降神時，十分欣慰曉還活著，在完全石化前，將八雲託付給虎源太。
因為不希望八雲經歷失去最重要的式神的痛苦，所以一直很反對八雲成為鬥神士，但是當八雲成功召喚出虎源太後，教了八雲連擊怒濤斬魂劍。
其實知道八雲總有一天會成為鬥神士，所以故意留下放有過去裝備的箱子作為試煉與禮物。
因摩訶羅魃被打敗所以從詛咒中解放。

#### 地流
將由伏魔殿逃出的妖怪擊倒的流派，受神流唆擺而向天流倒戈。地流因彌加土財團興起的而急速發展。

聲：小田久史／香港：黃榮璋
相馬的哥哥，初時十分憎恨虎源太和陸，雙方成為了超強的競爭對手，個性剛烈、意志堅定。
正式的地流宗家繼承人。
本來對自己的力量極有自信，但是在與正臣對峙時，被亂月要求撤離，才意識到打不過牙千代的原因是在於自己比不上正臣。
仇視天流的原因是在於天流一直以來都在壓迫地流，一直以復興地流為己任，故仰慕帶領地流興盛的三日土。
受正臣的教唆前去挑戰陸，卻沒想到意外讓陸使虎源太大降神。
十分抗拒與瑞樹的婚約，但是在與陸對峙時，因為雙方都是以大降神的形勢對戰，瑞樹為了保護差點敗北的亂月，以海月太夫做盾，犧牲了自己的記憶，在失去記憶前要祐磨與她做約定，不要忘記她，要一直贏下去。
摔入伏魔殿後，與神流對峙，查覺到亂月不肯使出全力的原因是因為顧慮到已成為普通人的瑞樹，所以一面保護著瑞樹一面逃脫，後再與正臣對峙，差點被打敗時，被泰山所救。
十分景仰彌加土，也因此事與相馬多次爭執，因為妖怪大量出沒而趕去大鬼門時，被亂月告知彌加土早已因使用逆式人格大變。
神操機後來被完成逆式的彌加土所毀，但是因實力已達頂點所以變成極限神操機，讓亂月以全新的姿態重獲新生。
後與父親發生激烈爭執，最後跑去找陸戰鬥，卻因為宇津保之故而中斷對決。
當亂月拒絕命令，並不再回應時，才回想起與亂月締結契約時所說的話，他期望式神的力量是為了守護神社信徒的笑容，而非為了振興地流的榮耀。
與神流討伐隊解決掉攻擊八雲的神流後，趕去尋找陸，並出手救下差點被雷方殺害的陸。
與父親和解，並擔任飛鳥神社的見習宮司。
目前與瑞樹交往中。
式神。

聲：早水理沙／香港：謝潔貞、黃玉娟（代配） ／台灣：王瑞芹
的弟弟，一度脫離了地流，在陸家中居住，是一個大學畢業生，懂得使用手提電腦和金融投資，與他的小孩外形不成正比，但還是有著小孩子的個性，與小薺是一對「冤家」，後來喜歡小薺。
十分討厭被人當成小孩，剛開始的時候一直很懷疑陸到底是不是天流宗家，後來為了能對彌加土復仇而自願協助陸。
因為陸從不過問他的事，且默默地照顧他，所以十分信任陸，在四季亂序時，也幫忙陸進行調查。
在陸與祐磨打倒彌加土後，便搬回飛鳥神社，之後又因宇津保的復活四處奔走，因為小薺被薄紅抓走，為了救她，讓房野進大降神。
後來掌握整個彌加土集團，因為太招搖結果被小薺揍。
式神。

聲：銀河万丈／香港：鄧榮銾
地流的影子宗家（他不是真的宗家）、財團的代任社長、瑞樹的養父，擁有強大的財力，他的式神更是個可以控制天氣的式神，把飛鳥祐磨和飛鳥相馬的雙親殺害(將佑磨的父親封印變成石頭)。在宇津保復活前夕，與赤銅之一六進行逆式，最後被擁有極限神操機的陸和祐磨的虎源太和亂月打敗。
喜歡祐磨與相馬的母親，因為祐磨與陸封印了逆式，昏迷前將瑞樹與地流託付給祐磨。
似乎因為逆式的副作用導致半身不遂。
式神赤銅一六。
瑞樹
聲：根谷美智子／香港：林雅婷
養女。對有好感。
是祐磨指腹為婚的未婚妻，竭盡所能的保護祐磨，甚至認為只要打倒被祐磨視為仇敵的陸就能解除祐磨的痛苦。
為了不讓青龍牙千代打敗祐磨，她將自己的式神甘露之海月太夫當作祐磨的盾牌，而失去了記憶，在失去記憶前，要祐磨與她做約定，不要忘記她，要一直贏下去。
在伏魔殿中，一開始不信任祐磨，對祐磨抱有強烈敵意，甚至質問他到底是為了什麼而戰，但是有慢慢改善。
最後在飛鳥神社中擔任鬥神巫女。祐磨開始也對她產生好感。
式神甘露海月太夫。
南貝
聲：麻生智久／香港：源家祥
財團的大鬼門建造部長，堅持「計劃」進行已有三十多載。妻子幸子。
式神秋水鯰坊。
界門所在地：四國八十九所目靈場。
大黑
聲：手塚千春／香港：蔡惠萍
財團的技術研究部長，是個對戰鬥數據極度著迷的瘋狂女科學家。
式神甘露美雪。
界門所在地：琵琶湖小島。湖中島。
榑山
聲：千葉一伸／香港：招世亮
是本財團的伏魔殿搜索部長。
式神榎金剛。
界門所在地：恐山的山頂。

聲：鳥海浩輔／香港：劉昭文
是本財團的天流討伐部長，實則是神流的鬥神士，個性衝動執著、非常看重個人尊嚴，在千二年前是大神正臣的長輩，一同逃出反宇津保事件後一直尋找反擊的機會。傾慕大神薄紅。
當年從京都被人追殺，被薄紅姊弟所救，但卻因為看上了宇津保的力量，出賣了他們。
在查閱資料時意外發現到祐磨才是真正的地流宗家，出手保護他。
後來與正臣對峙，為了能讓鬼司馬有足夠的力量與牙千代對峙，不惜使用咒術削減自己的生命。
敗北後才告知正臣一切緣由，失去記憶後意外的性格大變。
式神。
界門所在地：築豐的碳礦。
六木（睦月茂）（ムツキ しげる）
聲：坂口候一／香港：招世亮
財團的一員，著重大局多於天地雙流間的世仇，在同伴因強制大降神有性命之憂時，不顧身分的向陸請求協助。
與天流的一拍即合，在故事後期和西鄉輝一起帶領著神流討伐部隊。
一切結束後負責訓練地流鬥神士的新人，包含已失去過去記憶的舊成員。
式神凝寂蝦彥。

#### 神流
暗中行動欲將宇津保復活並希望再於其管理下生活的流派，由受天流和地流所害的後人組成。
（空）（ウツホ）
聲：大本真基子／香港：曾秀清
千二年前停止總動員式神戰爭的銀髮少年，擁有極強大控制妖怪的力量。因為天地兩流的陰謀論而被冠以「帶來災禍之人」、「惡魔」之名，繼而被天流和地流共同封印於伏魔殿內。
一千年後，神流和彌加土蠢蠢欲動，意圖將他復活，成就新世界的建造，手下有四大天王。
後來在與陸等人對峙，要被封印時，哭喊著不想再回到那個地方，被陸所救，在陸、祐磨、正臣等人的開導下，重新理解了一切，最後詢問陸為什麼能逃脫與父母共處的幻象，陸告知是因為虎源太曾說過他會喜歡與接納另一個只知道破壞的陸，而且也說過不管發生什麼事都會陪伴在陸的身邊。
最後笑著消失。

聲：竹若拓磨／香港：陳卓智
真名賀神，神流的鬥神士，常常稱自己為「天流的青龍使用者」，起初認為只要讓宇津保復活就可以解開姐姐薄紅的封印。
救了差點要被祐磨與亂月打倒的陸與虎源太，並要兩人去找西海道虎鐵的印，多次協助陸跨過難關。
在陸受騙，情緒崩潰讓虎源太大降神時，一巴掌打醒陸，並對陸保證陸的雙親是不會拋棄他，而且是值得讓人尊敬且敬愛，熱愛自然的人，並對陸下跪道歉。
在陸打倒並解除最後的四大天的封印後，要脅陸交出月之勾玉，並告知兩人當年的真相，殺害陸的父母，襲擊天流總部的虎形式神不是亂月，而是虎源太。
後來復活的薄紅，只是數隻妖怪組成的實體。
在八雲與牙千代的質問下，最後終於接受復活的薄紅不是他的姊姊這一事實，打倒四大天解救八雲後，受八雲所託前去尋找陸告知口信，且八雲告訴他，他也擁有打倒宇津保的力量，要他不要放棄，因為還有辦法解救他的姊姊與村人們。
在四季共存的伏魔殿與陸重逢，將八雲所託付的口信告知陸，並將神操機交還給陸，並希望陸能跟牙千代簽訂契約，在陸的要求下告知他所知道的一切，後來陸再次將神操機託付給他。
隱約察覺到一切都與泰山有關，為了了結一切而去尋找泰山，最後得知泰山才是當年出賣他們的人。
千鈞一髮之際救下了陸與祐磨，最後協助陸等人，與宇津保對抗，獲勝後將消散的宇津保的衣服撿起，要陸與祐磨利用極限神操機帶著所有人離開，而他去解救八雲和神流討伐隊的人。
後來帶著眾人前往當年薄紅與村人被封印的地點，解除封印後終於實現願望，後來告知薄紅眾人在被封印後的一切。
牛肉蓋飯愛好者，在回過去時帶著心愛的摩托車與一堆牛肉蓋飯回去，確認了陸不打算回去的心意後，想將神操機還給陸，但陸要他繼續留著。
式神。
大神薄紅（おおがみウスベニ）
聲：岡本麻彌／香港：梁少霞
一千兩百年前親姊，在對抗反宇津保人士時連同保護中的小孩們一同被封印。
多年來設法拯救的人，後來復活的，只是由數隻妖怪組成的實體。
溫柔而堅強的女性，且似乎是出身貴族，所以指導收容的孤兒們識字。
後來被解除封印後與牙千代重逢，看到長大的正臣笑著接納他。
後從正臣口中得知一切，回到過去後常常痛罵老是說英文的正臣與牙千代。
當時式神。
現今式神朱雀荊若。

#### 其他
以誠
聲：山口太郎／香港：招世亮
陸(陽明)的生父。
當年知道自己力有未逮，所以希望陽明可以出戰，因此被陸誤會成父親把他當成戰鬥的工具。
親自指導正臣鬥神士的戰鬥方式。
於信州留下刻有思念兒子陽明的詩歌的石碑。
湘子
聲：能登麻美子／香港：惠玲
陸(陽明)的生母，在1000年前將陸送到現代世界，因此被陸誤會為母親拋棄了他。
其實非常疼愛陽明，不捨兒子年紀如此幼小卻被迫擔起天流宗家之重任。
與丈夫在伏魔殿四處尋找陽明時，巧遇被封印的正臣，把被封印的正臣解封，還把天流宗家應繼承的另一神操機給他，希望能藉此贖罪，並要求正臣能守護四季共存的伏魔殿。
上善寺桃(子)（じょうぜんじモモ）
聲：野上尤加奈／香港：鄭麗麗／台灣：陶敏嫻
在三歲時開始為青梅竹馬，喜歡陸。
常常亂吃醋，也曾因此給陸和虎源太惹出不小的麻煩，在父母因宇津保之故被封印時，才注意到陸之所以會跟人保持距離，總是看起來很寂寞的樣子，是因為他沒父母的因素。
式神豐穣之音貓（夢中惡搞）。
麻生里奈(麻生莉娜)（あそうリナ）
聲：能登麻美子／香港：曾佩儀／台灣：王瑞芹
的同班同學，能感應靈異的電波系哥德蘿莉眼鏡娘，稱虎源太為「老虎仔」。
馴服妖怪的能力可能比宇津保還要強。
喜歡虎源太，對此虎源太對她是敬而遠之。
式神癒火之日吉野（夢中惡搞）。
間宮由美（まみやユミ）
聲：立野香菜子／香港：沈小蘭／台灣：馮美麗
一班的划艇組導師兼國文教師。
香美屋龍治（かみやリュージ）
聲：水島大宙／香港：梁偉德／台灣：李景唐
一班的划艇組組員，為人熱血好動、堅毅不屈，深明多吃蔬菜勝於吃快餐之道，也善於烹飪。善用長蔥作武器。
在陸因為不知道怎麼應付同學為什麼會在神社前畫印的習慣時，出手解圍，後來奇怪為什麼陸要去醫院去送東西，才意外得知陸是跟爺爺相依為命。
因為看不慣陸總是以超商食物為食，所以有時會去陸家幫他做飯。

#### 式神

聲：相田さやか／香港：伍秀霞／台灣：陶敏嫻
的式神，戰鬥力很高，但脾氣十分暴躁，嘴巴狠毒，個性頑固，不輕易服輸，但意外的十分擅長照顧人，刀子口豆腐心的典型。
是秋分的式神，氏族為白虎，主司信賴。
因外表之故，十分討厭被人當成貓，對自己身為式神的宿命看得很開，由於是主司信賴的式神，所以看到不合的鬥神士與式神會生氣。
白虎族的式神在式神之中是以擁有最強力量而聞名的式神，所以能召喚出白虎族的鬥神士多半都有一定程度的能力。
持有陰陽劍西海道虎鐵。
在漫畫版中曾與八雲締結契約，過去曾是八雲的父親‧孟如的式神，當時的名字叫做曉，與八雲締結契約時才改名為虎源太。
跟八雲之間的關係很要好，對孟如來說，曉是他最信賴的同伴，所以虎源太對吉川父子來說是很重要的式神夥伴。
關西國際機場事件中為了對抗百鬼夜行，要求孟如犧牲掉他，因此事導致孟如深受打擊，後來在對抗接觸太極神的亂月時，為了不重演孟如的悲傷，硬撐著與八雲好好告別，並正式解除契約。
剛開始的時候老是責備陸，因為虎源太總是把陸擺在第一順位的保護與照顧，所以陸逐漸依賴起虎源太，而虎源太在一次大降神時，明明已經沒有自我意志，卻選擇跳下裂隙救陸，因此事讓陸決定自己也要變強。
在一次與祐磨起衝突時，因為陸突然拒絕契約而落入名落宮。
在名落宮與八雲重逢時，苦笑著說會落入名落宮是他咎由自取，因為他完全沒有察覺到陸其實有著難以言喻的心靈黑暗。
在西海道虎鐵折斷時，才注意到自身並沒有完全的接受陸的一切，而且無法承受陸的力量。
因落入名落宮一事而知道陸有著嚴重的心靈創傷，但卻不知原因所以很擔心，也曾因此被陸威脅在繼續深究下去就會再被關到冷凍庫裡，後來從正臣口中得知過去曾發生的事後，要求陸解除契約，直接把他打入名落宮，但是被陸所原諒。
造成陸心中無法怯除的黑暗的元兇就是自己，這件事讓虎源太失去自己身為信賴的式神的自信與自傲，所以虎源太完全無法原諒自己就是導致陸的悲傷與造成他與父母失散千年，還因為襲擊天流總部導致陸差點死亡一事的兇手。
但陸表示他不會去怨恨虎源太，因為虎源太在那件事裡也可以說是受害者，當年操縱虎源太的人讓他大降神，利用這股力量毀滅一切，從而導致虎源太不記得一切，讓虎源太與他的父母如此痛苦。
對陸許下承諾，為了贖罪會用盡全力來幫助陸實現他的心願。
之所以沒有當時的記憶，是因為虎源太是在沒有締結契約的情形下就直接被雷方大降神。
後因此緣故所以在陸的面前抬不起頭。
陸在自我厭惡時經常鼓勵他，並告知陸式神是不管發生什麼事或怎樣被對待都會陪在鬥神士的身邊，是絕對不會背叛鬥神士的，在陸打破約定讓虎源太再次大降神時，安慰他，並告訴他說不管是哪個陸他都會去喜歡與接受。
到最後仍很擔心陸因為父母的事存有心結，後來去信州後才終於放下心來。
從神操機裡出來時，常會趴在陸的頭上。

聲：渡邊明乃／香港：黃麗芳
的式神，專用電的力量，實力較強，武器為陰陽手槍一雷鳴王。
個性活潑，總是鼓勵著相馬，十分保護相馬，在相馬因為小薺的事心煩意亂時，笑著要他拿出平常的實力表現就好。
總是和保琳一臉無奈的看著兩人鬥嘴吵架。

聲：三宅健太／香港：陳永信
的式神，武器為陰陽劍曼珠沙華，視白虎之虎源太為敵人，因為白虎是傲居所有式神，以力量自豪的氏族，仇視虎源太就是為了最強的白虎只要一個就好。
在漫畫版裡曾是摩訶羅魃的式神，並被施以逆式，後來吞噬了摩訶羅魃，接觸了太極神的力量，最後被用盡全力的虎源太打倒。
個性粗曠卻十分擅長觀察戰場上的情勢，後來不再把虎源太當成敵人，虎源太有時會開玩笑般的稱呼他為亂月先生。
在陸恢復宗家的記憶時，被誤會成是當年天流慘劇的兇手。
因為過去曾使用過逆式，所以在看到彌加土時一眼就看出彌加土的異樣是使用逆式造成的。
注意到佑磨迷失方向，所以拒絕被降神，直到佑磨記起他與亂月最初締結契約時所說的話，才回應佑磨。
出手救下陸時，對虎源太說人情是扯平的，因為陸之故，讓祐摩成長，虎源太被氣到要他不准亂喊陸的名字。

聲：矢部雅史／香港：黎景全、馮錦堂（代配）
的式神，力量的式神，實力較強，武器為陰陽鐵球朝洞塊。
常常阻止輝因為聞到食物味道暴衝，可惜每次都阻止不了。
在輝失戀的時候安慰他，會好好地聽他訴苦。
有時會充當輝的交通工具。

聲：勝杏里／香港：劉昭文
的式神，攻擊速度及閃避力很強，和青龍之武龍音打平手，戰鬥力很高，持有武器為陰陽矛逆麟牙。
個性活潑而輕快，即使在戰鬥中也游刃有餘的行動著，過去曾是正臣的姊姊‧薄紅的式神，名字是宇津保和薄紅一起取的。
本來在名落宮中，後來正臣在陸的父母協助下以繼承契約的方式跟正臣締結契約，在薄紅出現時，就已經察覺到復活的薄紅不是過去與他締結契約的鬥神士，在與正臣起爭執的時候，指責正臣，如果薄紅的復活就是正臣的願望，那他早就解除契約，離開正臣了。
在陸將神操機交還給正臣時現身，提醒正臣在與他簽定契約時所說過的話：為了奪回姊姊薄紅與被封印的夥伴們，還有往日的美好時光。
在薄紅等人解除詛咒後，恢復過去的樣貌，並解除與正臣的契約，重新回到薄紅身邊，回到故鄉後因為跟正臣常用英文說話，老是被薄紅痛罵。
過去常幫薄紅照顧小孩。

聲：野上尤加奈／香港：林元春／台灣：陶敏嫻
小薺的式神，遠攻實力較強，並擅長於治療，武器為陰陽念珠嬰兒。
經常跟房野進一臉無奈的看著相馬與小薺拌嘴。

聲：西前忠久／香港：招世亮
八雲的其中一個式神（土屬性），戰鬥力很高。
八雲平常都是用他來戰鬥。
個性嚴謹，是有軍人性質的式神，八雲若是要一次召齊五個式神，就會以武龍音為主召喚。

聲：大本真基子／香港：沈小蘭
八雲的水屬性式神，海豚模樣的式神。
個性溫順而堅毅，自稱喜歡水。

聲：かわのをとや／香港：馮錦堂
八雲的火屬性式神，持有陰陽手槍-稻妻王。
在漫畫版裡曾是敵對式神，是蘭丸的式神，被虎源太所敗。
對八雲恭敬，其機動性在八雲的式神中是數一數二的。

聲：吉田智則／香港：劉昭文
八雲的金屬性式神。
搞笑藝人屬性的式神，被召喚出來時總是搞笑般的使用招數。

聲：麻生智久／香港：鄺樹培
八雲的木屬性式神，武器為如意真槍。
同鷹丸一樣，在漫畫版裡也曾是敵對式神，被虎源太摔下樹後所敗。
個性輕浮，句尾總是以我想(…多分)作結。

聲：立野香菜子／香港：惠玲
瑞樹的式神。
擅長使用輔助技能與大範圍攻擊，特書能力是能使用陰陽錫杖尋找指定物品，最後在為了阻止牙千代而以身作盾犧牲。

聲：天田真人／香港：黎景全、梁志達（代配）
的式神。出場方式最為特別的式神：以日式古裝劇的畫面，配以應出場環境氣氛而改變的詩詞，武器為回天三十八式改。
與牙千代對峙時借用了四大天的力量，但是最後因泰山消耗過重，導致敗北，消失前笑著對泰山說，與他相伴走過的路有著花盛開著。
在漫畫版裡曾是水行王那歧的式神，總是稱他為老大，叫虎源太為小哥，常掛在嘴裡的話是〝瀟灑的咧〞，最後被亂月一劍穿胸，在最後用盡力量發動攻擊，又因那歧力竭而死消逝。
朱雀荊若
聲：千葉一伸／香港：林保全
大神薄紅的式神。
赤銅一六
聲：銀河萬丈／香港：馮錦堂
的式神。
秋水鯰坊
聲：稲田徹／香港：陳永信
南貝的式神。
凝寂蝦彥
聲：長嶝高士／香港：馮錦堂
六木的式神。
玄武樂齋(玄武のラクサイ)
聲：岸野幸正
居住於名落宮一角的閒逸式神。
本是玄武一族的長老，後讓賢給後輩，在名落宮中研究太極神。
玄武是司掌命運的式神，所以能看透一個人的命運，也能在一定的程度內看到未來。
八雲因鬥神機損毀時，派出弟子芽吹般奈去接八雲，並將一直在看守著的零式神操機交給八雲。
後為保護八雲，帶著火行王去到名落宮的最深處將之封印。
在八雲為了再次解封零式神操機前去拜訪時，要八雲去房間的外面逛逛，指引八雲跟落入名落宮的虎源太相見。
平常跟左右兩邊的海鰻聊天，所以希望八雲能常去他那邊作客。

## 出版書籍
| 集數 | 集英社        | 集英社             |
| 集數 | 發售日期      | ISBN               |
| ---- | ------------- | ------------------ |
| 1    | 2004年10月4日 | ISBN 4-08-873688-5 |
| 2    | 2005年8月4日  | ISBN 4-08-873837-3 |
| 3    | 2006年3月3日  | ISBN 4-08-874037-8 |

## 電視動畫

### 製作人員
- 原作 - 富沢義彦（集英社）
- 漫畫 - 海童博行（集英社）
- 監督 - 菱田正和
- 系列構成 - 千葉克彥→岡崎純子
- 原人物 / 式神設計 - 福田道生
- 動畫人物設計 - 倉田綾子
- 動畫式神設定 - 榎本勝紀
- 美術監督 - 小川由紀子
- 色彩設計 - 村上智美
- 攝影監督 - 末弘孝史
- 編輯 - 山森重之→坂本久美子
- 音楽 - 福島祐子
- 音響監督 - 藤野貞義
- 製作人 - 山川典夫、 実松照晃、渡辺洋一
- 製作協力 - 万代南梦宫控股
- 製作 - 東京電視台、NAS、日昇

### 主題曲
片頭曲
「和你（君となら）」（1話 - 26話）
作詞・作曲 - Yuya Abe / 編曲 - Jiro Miyanaga & Suther Rand / 歌 - サザーランド
「PULSE」（27話 - 52話）
作詞・作曲・編曲・歌 - FAKE?
片尾曲
「飛奔上天空（空カケアガル）」（1話 - 13話）
作詞 - ハル、hidemix / 作曲 - 雷鼓 / 編曲：本間昭光、雷鼓 / 歌 - 雷鼓
「白色冬天（白い冬）」（14話 - 26話）
作詞 - hidemix、ハル / 作曲 - ハル / 編曲・歌 - 雷鼓
「直至傳達给你（君に届くまで）」（27話 - 52話）
作詞・作曲 - 星和生 / 編曲 - 熊谷主穀 / 歌 - 柳澤純子

### 各話列表
| 話數 | 日文標題 | 中文標題            | 腳本              | 分鏡                  | 演出            | 作画監督   | 播放日期       |
| ---- | -------- | ------------------- | ----------------- | --------------------- | --------------- | ---------- | -------------- |
| 1    |          | 降神!白虎之虎源太   | 千葉克彦          | 菱田正和              | 菱田正和        | 榎本勝紀   | 2004年 9月30日 |
| 2    |          | 地流強襲            | 千葉克彦          | 菱田正和              | 工藤寛顕        | 佐久間信一 | 10月7日        |
| 3    |          | 白虎衝突            | 千葉克彦          | 菱田正和              | 藤田陽一        | 榎本勝紀   | 10月14日       |
| 4    |          | 剛劍! 西海道虎鐵!   | 大和屋暁          | 信天翁経堂            | 渡邊淳一        | 榎本勝紀   | 10月21日       |
| 5    |          | 龍虎激鬥            | 千葉克彦          | タカギシゲキ 菱田正和 | 高木茂樹        | 榎本勝紀   | 10月28日       |
| 6    |          | 飛舞吧!鬥神符       | 岡崎純子          | よこた和              | 安川勝 菱田正和 | 佐久間信一 | 11月4日        |
| 7    |          | 發動!怒濤斬魂劍     | 樋口達人          | 井内秀治              | 工藤寛顕        | 榎本勝紀   | 11月11日       |
| 8    |          | 祐磨與相馬          | むとうやすゆき    | 菱田正和              | 藤田陽一        | 佐久間信一 | 11月18日       |
| 9    |          | 戰鬥之心            | 大和屋暁          | 上原秀明 菱田正和     | 西山明樹彦      | 榎本勝紀   | 11月25日       |
| 10   |          | 古都 神秘之戰       | 岡崎純子          | よこた和              | 渡邊淳一        | 佐久間信一 | 12月2日        |
| 11   |          | 天流遺跡的秘密      | むとうやすゆき    | 上原秀明 菱田正和     | 安川勝          | 榎本勝紀   | 12月9日        |
| 12   |          | 天地驚愕 大降神     | 千葉克彦          | 菱田正和              | 工藤寛顕        | 佐久間信一 | 12月16日       |
| 13   |          | 二人的聯繫          | 樋口達人          | 悠凛々                | 藤田陽一        | 実原登     | 12月23日       |
| 14   |          | 侵入伏魔殿          | 千葉克彦          | 中村憲由              | 西山明樹彦      | 佐久間信一 | 2005年 1月6日  |
| 15   |          | 鬼門遁走            | 千葉克彦          | 菱田正和              | 渡邊淳一        | 佐久間信一 | 1月13日        |
| 16   |          | 刺客歸來            | 岡崎純子          | 信天翁経堂            | 工藤寛顕        | 榎本勝紀   | 1月20日        |
| 17   |          | 白虎水中大決戰!     | 樋口達人          | よこた和              | 安川勝          | 佐久間信一 | 1月27日        |
| 18   |          | 城塞的封印          | むとうやすゆき    | 井内秀治              | 藤田陽一        | 榎本勝紀   | 2月3日         |
| 19   |          | 秘湯的死鬥          | 千葉克彦          | 竹内浩志              | 西山明樹彦      | 佐久間信一 | 2月10日        |
| 20   |          | 令人戰慄的大降神    | 岡崎純子          | 中村憲由              | 渡邊淳一        | 佐久間信一 | 2月17日        |
| 21   |          | 他的名字是八雲      | 樋口達人          | 信天翁経堂            | 安川勝          | 榎本勝紀   | 2月24日        |
| 22   |          | 刻在心中的印        | 岡崎純子          | よこた和 菱田正和     | 工藤寛顕        | 佐久間信一 | 3月3日         |
| 23   |          | 白虎消失            | 千葉克彦          | 菱田正和              | 藤田陽一        | 榎本勝紀   | 3月10日        |
| 24   |          | 重回過去            | 千葉克彦          | 菱田正和              | 西山明樹彦      | 佐久間信一 | 3月17日        |
| 25   |          | 開封・零神操機      | 樋口達人          | 信天翁経堂            | 渡邊淳一        | 佐久間信一 | 3月24日        |
| 26   |          | 大鬼門開放          | 千葉克彦          | 菱田正和              | 安川勝          | 榎本勝紀   | 3月31日        |
| 27   |          | 季節凶亂            | 樋口達人          | 中村憲由              | 工藤寛顕        | 佐久間信一 | 4月7日         |
| 28   |          | 封印的胎動          | 岡崎純子          | 菱田正和              | 藤田陽一        | 榎本勝紀   | 4月14日        |
| 29   |          | 敵方陣地的招待      | 岡崎純子          | 菱田正和              | 西山明樹彦      | 佐久間信一 | [[4月21日      |
| 30   |          | 跑進四鬼門的男人    | 本田雅也          | 信天翁経堂            | 渡邊淳一        | 榎本勝紀   | 4月28日        |
| 31   |          | 重疊的想法          | 樋口達人          | 菱田正和              | 安川勝          | 佐久間信一 | 5月5日         |
| 32   |          | 岸邊的掏金樂        | 江夏由結          | 中村憲由              | 工藤寛顕        | 榎本勝紀   | 5月12日        |
| 33   |          | 穿越時空的重逢      | 加藤陽一          | 菱田正和 藤田陽一     | 藤田陽一        | 佐久間信一 | 5月19日        |
| 34   |          | 龍虎 重返           | 本田雅也          | 井内秀治              | 西山明樹彦      | 榎本勝紀   | 5月26日        |
| 35   |          | 力量的代價          | 樋口達人          | 菱田正和              | 渡邊淳一        | 佐久間信一 | 6月2日         |
| 36   |          | 閒逸式神 小祿的考驗 | 加藤陽一          | 信天翁経堂            | 安川勝          | 榎本勝紀   | 6月9日         |
| 37   |          | 被摧毀的信賴        | 岡崎純子          | 竹内浩志              | 工藤寛顕        | 佐久間信一 | 6月16日        |
| 38   |          | 凶星、流動          | 岡崎純子          | 中村憲由              | 藤田陽一        | 榎本勝紀   | 6月23日        |
| 39   |          | 決戰! 天和地和      | 樋口達人          | 菱田正和              | 西山明樹彦      | 佐久間信一 | 6月30日        |
| 40   |          | 究極之力 白虎新生   | 樋口達人          | 井内秀治              | 渡邊淳一        | 佐久間信一 | 7月7日         |
| 41   |          | 空復活              | 江夏由結          | 信天翁経堂            | 安川勝          | 鈴木幸江   | 7月14日        |
| 42   |          | 蒼之覺醒            | 本田雅也          | 井内秀治              | 工藤寛顕        | 榎本勝紀   | 7月21日        |
| 43   |          | 被玷污的救世主      | 加藤陽一          | 中村憲由              | 西山明樹彦      | 佐久間信一 | 7月28日        |
| 44   |          | 紅色陷阱            | 樋口達人          | 戸部敦夫              | 藤田陽一        | 榎本勝紀   | 8月4日         |
| 45   |          | 燃燒吧! 相馬        | 岡崎純子          | 菱田正和              | 渡邊淳一        | 佐久間信一 | 8月11日        |
| 46   |          | 永別了、八雲        | 本田雅也          | 信天翁経堂            | 安川勝          | 榎本勝紀   | 8月18日        |
| 47   |          | 四大天王的猛攻      | 江夏由結          | 菱田正和              | 工藤寛顕        | 鈴木幸江   | 8月25日        |
| 48   |          | 宗家的資格          | 加藤陽一          | 中村憲由              | 西山明樹彦      | 榎本勝紀   | 9月1日         |
| 49   |          | 夢的終結            | 岡崎純子          | 菱田正和              | 藤田陽一        | 佐久間信一 | 9月8日         |
| 50   |          | 賭上繫絆            | 樋口達人          | 戸部敦夫              | 渡邊淳一        | 榎本勝紀   | 9月15日        |
| 51   |          | 終焉之太極          | 樋口達人          | 戸部敦夫 菱田正和     | 工藤寛顕        | 佐久間信一 | 9月22日        |
| 52   |          | 循環不息的季節之中  | 岡崎純子 菱田正和 | 菱田正和              | 菱田正和        | 榎本勝紀   | 9月29日        |

### 播放電視台
| 播放地區 | 播放電視台     | 播放日期                      | 播放時間               | 聯播網                    |
| -------- | -------------- | ----------------------------- | ---------------------- | ------------------------- |
| 日本     | 東京電視台系列 | 2004年9月30日 - 2005年9月29日 | 星期四 18:00 - 18:30   | 東京電視台系列            |
| 日本     | BS东视         | 2004年10月7日 - 2005年10月6日 | 星期四 18:55 - 19:25   | 東京電視台系列 BS數位廣播 |
| 香港     | 翡翠台         | 2006年6月4日－12月24日        | 星期六、日 17:00-17:30 | 無綫電視                  |

## 週邊商品
陰陽闘神機

神操機

極神操機

體感遊戲
主機遊戲
- （PlayStation 2）
- （PlayStation 2）
- （Game Boy Advance）

### CD
內含與動畫相同配音員的短劇。

## 外部連結
- 東京電視台官方網站 （页面存档备份，存于）
- 萬代官方網站
- 日昇官方網站 （页面存档备份，存于）